# Zahrad
Zareh Yaldızcıyan alias Zahrad (armeni Զահրատ, Nişantaşı, Şişli, 10 de maig de 1924 - Istanbul, 20 de febrer de 2007), poeta turc-armeni.
Es crià amb la seva àvia materna després de perdre al seu pare als tres anys. Es graduà a una escola mequitarista i començà a estudiar medicina, però la deixà al tercer any. Es casà el 1963 amb Anaîs Antreassyan.

## Obres
- «Մեծ քաղաքը» (Istanbul, 1960)
- «Գունաւոր սահմաններ» (Istanbul, 1968)
- «Բարի Երկինք» (Istanbul, 1971)
- «Կանանչ հող» (París, 1976)
- «Մէկ քարով երկու գարուն» (Istanbul, 1989)
- «Մաղ մը ջուր» (Istanbul, 1995)
- «Ծայրը ծայրին» (Istanbul, 2001)
- «Ջուրը պատէն վեր» (Istanbul, 2004)